# 接里湖
接里湖是一个位于中国湖北省咸宁市的淡水湖，面积约为1.88平方千米，属于长江区。它的一级流域为长江流域，二级流域为长江干流水系。